# Scherma ai Giochi della VIII Olimpiade - Fioretto individuale maschile
La competizione della fioretto individuale maschile di scherma ai Giochi della VIII Olimpiade si tenne i giorni dal 1 al 4 luglio 1924 presso il Vélodrome d'hiver a Parigi

## Risultati

### 1 Turno
Si disputò il 1º luglio. 12 Gruppi i primi tre avanzarono al 2 turno. 
Dei 71 iscritti solo 49 parteciparono. 
| Pos. | Atleta          | Nazione     | Vittorie | SF | SC | Incontri | Incontri | Incontri |
| Pos. | Atleta          | Nazione     | Vittorie | SF | SC | BER      | KUN      | GAR      |
| ---- | --------------- | ----------- | -------- | -- | -- | -------- | -------- | -------- |
| 1    | Jens Berthelsen | Danimarca   | 2        | 10 | 4  | X        | 5-3      | 5-1      |
| 2    | Paul Kunze      | Paesi Bassi | 1        | 8  | 6  | 3-5      | X        | 5-1      |
| 3    | Santiago García | Spagna      | 0        | 2  | 10 | 1-5      | 1-5      | X        |

| Pos. | Atleta             | Nazione     | Nota                   |
| ---- | ------------------ | ----------- | ---------------------- |
| -    | Édouard Fitting    | Svizzera    | Passa al secondo turno |
| -    | Nicolaas Nederpeld | Paesi Bassi | Passa al secondo turno |

| Pos. | Atleta         | Nazione   | Vittorie | SF | SC | Incontri | Incontri | Incontri | Incontri |
| Pos. | Atleta         | Nazione   | Vittorie | SF | SC | DUC      | CRA      | LAR      | EMP      |
| ---- | -------------- | --------- | -------- | -- | -- | -------- | -------- | -------- | -------- |
| 1    | Roger Ducret   | Francia   | 3        | 15 | 11 | X        | 5-4      | 5-4      | 5-3      |
| 2    | Charles Crahay | Belgio    | 2        | 14 | 13 | 4-5      | X        | 5-4      | 5-4      |
| 3    | Roberto Larraz | Argentina | 1        | 13 | 12 | 4-5      | 4-5      | X        | 5-2      |
| 4    | Eugène Empeyta | Svizzera  | 0        | 9  | 15 | 3-5      | 4-5      | 2-5      | X        |

| Pos. | Atleta             | Nazione       | Vittorie | SF | SC | Incontri | Incontri | Incontri | Incontri |
| Pos. | Atleta             | Nazione       | Vittorie | SF | SC | FIT      | MON      | BLO      | HUB      |
| ---- | ------------------ | ------------- | -------- | -- | -- | -------- | -------- | -------- | -------- |
| 1    | Édouard Fitting    | Svizzera      | 2        | 13 | 11 | X        | 5-4      | 5-2      | 3-5      |
| 2    | Robert Montgomerie | Gran Bretagna | 2        | 14 | 12 | 4-5      | X        | 5-4      | 5-3      |
| 3    | Harold Bloomer     | Stati Uniti   | 1        | 11 | 12 | 2-5      | 4-5      | X        | 5-2      |
| 4    | Ernst Huber        | Austria       | 1        | 10 | 13 | 5-3      | 3-5      | 2-5      | X        |

| Pos. | Atleta           | Nazione   | Vittorie | SF | SC | Incontri | Incontri | Incontri | Incontri | Incontri |
| Pos. | Atleta           | Nazione   | Vittorie | SF | SC | MEN      | ETT      | ALB      | AAG      | WIN      |
| ---- | ---------------- | --------- | -------- | -- | -- | -------- | -------- | -------- | -------- | -------- |
| 1    | Pedro Mendy      | Uruguay   | 3        | 19 | 13 | X        | 4-5      | 5-0      | 5-4      | 5-4      |
| 2    | Kurt Ettinger    | Austria   | 3        | 18 | 15 | 5-4      | X        | 3-5      | 5-3      | 5-3      |
| 3    | John Albaret     | Svizzera  | 3        | 15 | 15 | 0-5      | 5-3      | X        | 5-4      | 5-3      |
| 4    | Svend Aage Munck | Danimarca | 1        | 16 | 18 | 4-5      | 3-5      | 4-5      | X        | 5-3      |
| 5    | Konrad Winkler   | Polonia   | 0        | 13 | 20 | 4-5      | 3-5      | 3-5      | 3-5      | X        |

| Pos. | Atleta             | Nazione       | Vittorie | SF | SC | Incontri | Incontri | Incontri | Incontri | Incontri |
| Pos. | Atleta             | Nazione       | Vittorie | SF | SC | COU      | BOY      | SHE      | AKR      | TEL      |
| ---- | ------------------ | ------------- | -------- | -- | -- | -------- | -------- | -------- | -------- | -------- |
| 1    | Jacques Coutrot    | Francia       | 4        | 20 | 8  | X        | 5-1      | 5-1      | 5-3      | 5-3      |
| 2    | Burke Boyce        | Stati Uniti   | 2        | 14 | 15 | 1-5      | X        | 5-4      | 3-5      | 5-1      |
| 3    | Frederick Sherriff | Gran Bretagna | 2        | 15 | 16 | 1-5      | 4-5      | X        | 5-3      | 5-3      |
| 4    | Sigurd Akre-Aas    | Norvegia      | 1        | 15 | 18 | 3-5      | 5-3      | 3-5      | X        | 4-5      |
| 5    | Gilberto Tellechea | Uruguay       | 1        | 12 | 19 | 3-5      | 1-5      | 3-5      | 5-4      | X        |

| Pos. | Atleta             | Nazione        | Vittorie | SF | SC | Incontri | Incontri | Incontri | Incontri |
| Pos. | Atleta             | Nazione        | Vittorie | SF | SC | QUE      | DEL      | LOR      | JAV      |
| ---- | ------------------ | -------------- | -------- | -- | -- | -------- | -------- | -------- | -------- |
| 1    | Manuel Queiróz     | Portogallo     | 3        | 15 | 10 | X        | 5-3      | 5-3      | 5-4      |
| 2    | Juan Delgado       | Spagna         | 2        | 13 | 7  | 3-5      | X        | 5-1      | 5-1      |
| 3    | Frithjof Lorentzen | Norvegia       | 1        | 9  | 12 | 3-5      | 1-5      | X        | 5-2      |
| 4    | Josef Javůrek      | Cecoslovacchia | 0        | 7  | 15 | 4-5      | 1-5      | 2-5      | X        |

| Pos. | Atleta           | Nazione        | Vittorie | SF | SC | Incontri | Incontri | Incontri | Incontri | Incontri |
| Pos. | Atleta           | Nazione        | Vittorie | SF | SC | CAT      | DOY      | DÍE      | SCH      | DVO      |
| ---- | ---------------- | -------------- | -------- | -- | -- | -------- | -------- | -------- | -------- | -------- |
| 1    | Philippe Cattiau | Francia        | 4        | 20 | 7  | X        | 5-2      | 5-2      | 5-2      | 5-1      |
| 2    | Geoffrey Doyne   | Gran Bretagna  | 3        | 17 | 15 | 2-5      | X        | 5-4      | 5-3      | 5-3      |
| 3    | Diego Díez       | Spagna         | 2        | 16 | 15 | 2-5      | 4-5      | X        | 5-2      | 5-3      |
| 4    | Zoltán Schenker  | Ungheria       | 1        | 12 | 15 | 2-5      | 3-5      | 2-5      | X        | 5-0      |
| 5    | František Dvořák | Cecoslovacchia | 0        | 7  | 20 | 1-5      | 3-5      | 3-5      | 0-5      | X        |

| Pos. | Atleta         | Nazione       | Vittorie | SF | SC | Incontri | Incontri | Incontri | Incontri | Incontri |
| Pos. | Atleta         | Nazione       | Vittorie | SF | SC | SEL      | CAL      | DE       | SJØ      | DE       |
| ---- | -------------- | ------------- | -------- | -- | -- | -------- | -------- | -------- | -------- | -------- |
| 1    | Edgar Seligman | Gran Bretagna | 4        | 20 | 9  | X        | 5-3      | 5-4      | 5-0      | 5-2      |
| 2    | George Calnan  | Stati Uniti   | 3        | 18 | 9  | 3-5      | X        | 5-1      | 5-1      | 5-2      |
| 3    | Arie de Jong   | Paesi Bassi   | 2        | 15 | 13 | 4-5      | 1-5      | X        | 5-2      | 5-1      |
| 4    | Erik Sjøqvist  | Danimarca     | 1        | 8  | 18 | 0-5      | 1-5      | 2-5      | X        | 5-3      |
| 5    | Félix de Pomés | Spagna        | 0        | 8  | 20 | 2-5      | 2-5      | 1-5      | 3-5      | X        |

| Pos. | Atleta              | Nazione     | Vittorie | SF | SC | Incontri | Incontri | Incontri | Incontri |
| Pos. | Atleta              | Nazione     | Vittorie | SF | SC | OSI      | MEN      | DE       | JET      |
| ---- | ------------------- | ----------- | -------- | -- | -- | -------- | -------- | -------- | -------- |
| 1    | Ivan Osiier         | Danimarca   | 2        | 10 | 3  | X        | 5-2      |          | 5-1      |
| 2    | Domingo Mendy       | Uruguay     | 1        | 7  | 8  | 2-5      | X        | 5-3      |          |
| 3    | Xavier de Beukelaer | Belgio      | 0        | 3  | 5  |          | 3-5      | X        |          |
| -    | Thomas Jeter        | Stati Uniti | 0        | 1  | 5  | 1-5      | DNF      | DNF      | X        |

| Pos. | Atleta            | Nazione   | Vittorie | SF | SC | Incontri | Incontri | Incontri | Incontri |
| Pos. | Atleta            | Nazione   | Vittorie | SF | SC | VAN      | FAL      | GOT      | GUE      |
| ---- | ----------------- | --------- | -------- | -- | -- | -------- | -------- | -------- | -------- |
| 1    | Maurice Van Damme | Belgio    | 3        | 15 | 6  | X        | 5-1      | 5-2      | 5-3      |
| 2    | Johan Falkenberg  | Norvegia  | 2        | 11 | 11 | 1-5      | X        | 5-4      | 5-2      |
| 3    | Alois Gottfried   | Austria   | 1        | 11 | 13 | 2-5      | 4-5      | X        | 5-3      |
| 4    | Carlos Guerrico   | Argentina | 0        | 8  | 15 | 3-5      | 2-5      | 3-5      | X        |

| Pos. | Atleta              | Nazione    | Vittorie | SF | SC | Incontri | Incontri | Incontri | Incontri |
| Pos. | Atleta              | Nazione    | Vittorie | SF | SC | DUF      | CAS      | DE       | FOU      |
| ---- | ------------------- | ---------- | -------- | -- | -- | -------- | -------- | -------- | -------- |
| 1    | Émile Dufranc       | Belgio     | 3        | 15 | 7  | X        | 5-3      | 5-3      | 5-1      |
| 2    | Horacio Casco       | Argentina  | 2        | 13 | 8  | 3-5      | X        | 5-3      | 5-0      |
| 3    | Gil de Andrade      | Portogallo | 1        | 11 | 11 | 3-5      | 3-5      | X        | 5-1      |
| 4    | Theodoros Foustanos | Grecia     | 0        | 2  | 15 | 1-5      | 0-5      | 1-5      | X        |

### 2 Turno
Si disputò il 1º luglio. 6 gruppi i primi tre avanzarono ai quarti di finale.
| Pos. | Atleta              | Nazione       | Vittorie | SF | SC | Incontri | Incontri | Incontri | Incontri | Incontri | Incontri |
| Pos. | Atleta              | Nazione       | Vittorie | SF | SC | LAR      | COU      | DEB      | FAL      | KUN      | SHE      |
| ---- | ------------------- | ------------- | -------- | -- | -- | -------- | -------- | -------- | -------- | -------- | -------- |
| 1    | Roberto Larraz      | Argentina     | 5        | 25 | 13 | X        | 5-1      | 5-4      | 5-1      | 5-4      | 5-3      |
| 2    | Jacques Coutrot     | Francia       | 4        | 21 | 13 | 1-5      | X        | 5-1      | 5-4      | 5-1      | 5-2      |
| 3    | Xavier de Beukelaer | Belgio        | 3        | 20 | 15 | 4-5      | 1-5      | X        | 5-3      | 5-2      | 5-0      |
| 4    | Johan Falkenberg    | Norvegia      | 2        | 18 | 20 | 1-5      | 4-5      | 3-5      | X        | 5-1      | 5-4      |
| 5    | Paul Kunze          | Paesi Bassi   | 1        | 13 | 21 | 4-5      | 1-5      | 2-5      | 1-5      | X        | 5-1      |
| 6    | Frederick Sherriff  | Gran Bretagna | 0        | 10 | 25 | 3-5      | 2-5      | 0-5      | 4-5      | 1-5      | X        |

| Pos. | Atleta             | Nazione     | Vittorie | SF | SC | Incontri | Incontri | Incontri | Incontri | Incontri | Incontri |
| Pos. | Atleta             | Nazione     | Vittorie | SF | SC | VAN      | LOR      | DEA      | NED      | MEN      | BLO      |
| ---- | ------------------ | ----------- | -------- | -- | -- | -------- | -------- | -------- | -------- | -------- | -------- |
| 1    | Maurice Van Damme  | Belgio      | 5        | 25 | 7  | X        | 5-2      | 5-1      | 5-0      | 5-0      | 5-4      |
| 2    | Frithjof Lorentzen | Norvegia    | 4        | 22 | 13 | 2-5      | X        | 5-2      | 5-2      | 5-2      | 5-2      |
| 3    | Gil de Andrade     | Portogallo  | 3        | 18 | 20 | 1-5      | 2-5      | X        | 5-3      | 5-3      | 5-4      |
| 4    | Nicolaas Nederpeld | Paesi Bassi | 1        | 13 | 22 | 0-5      | 2-5      | 3-5      | X        | 5-2      | 3-5      |
| 5    | Pedro Mendy        | Uruguay     | 1        | 12 | 22 | 0-5      | 2-5      | 3-5      | 2-5      | X        | 5-2      |
| 6    | Harold Bloomer     | Stati Uniti | 1        | 17 | 23 | 4-5      | 2-5      | 4-5      | 5-3      | 2-5      | X        |

| Pos. | Atleta          | Nazione       | Vittorie | SF | SC | Incontri | Incontri | Incontri | Incontri | Incontri | Incontri |
| Pos. | Atleta          | Nazione       | Vittorie | SF | SC | CRA      | DEL      | QUE      | DOY      | FIT      | GOT      |
| ---- | --------------- | ------------- | -------- | -- | -- | -------- | -------- | -------- | -------- | -------- | -------- |
| 1    | Charles Crahay  | Belgio        | 4        | 23 | 14 | X        | 5-2      | 5-2      | 5-4      | 3-5      | 5-1      |
| 2    | Juan Delgado    | Spagna        | 4        | 22 | 17 | 2-5      | X        | 5-4      | 5-3      | 5-2      | 5-3      |
| 3    | Manuel Queiróz  | Portogallo    | 3        | 21 | 17 | 2-5      | 4-5      | X        | 5-3      | 5-3      | 5-1      |
| 4    | Geoffrey Doyne  | Gran Bretagna | 2        | 20 | 18 | 4-5      | 3-5      | 3-5      | X        | 5-3      | 5-0      |
| 5    | Édouard Fitting | Svizzera      | 2        | 18 | 20 | 5-3      | 2-5      | 3-5      | 3-5      | X        | 5-2      |
| 6    | Alois Gottfried | Austria       | 0        | 7  | 25 | 1-5      | 3-5      | 1-5      | 0-5      | 2-5      | X        |

| Pos. | Atleta             | Nazione       | Vittorie | SF | SC | Incontri | Incontri | Incontri | Incontri | Incontri | Incontri |
| Pos. | Atleta             | Nazione       | Vittorie | SF | SC | CAL      | MON      | DUC      | CAS      | DÍE      | ALB      |
| ---- | ------------------ | ------------- | -------- | -- | -- | -------- | -------- | -------- | -------- | -------- | -------- |
| 1    | George Calnan      | Stati Uniti   | 4        | 24 | 16 | X        | 4-5      | 5-3      | 5-3      | 5-3      | 5-2      |
| 2    | Robert Montgomerie | Gran Bretagna | 4        | 23 | 16 | 5-4      | X        | 3-5      | 5-4      | 5-2      | 5-1      |
| 3    | Roger Ducret       | Francia       | 3        | 20 | 17 | 3-5      | 5-3      | X        | 2-5      | 5-3      | 5-1      |
| 4    | Horacio Casco      | Argentina     | 2        | 20 | 18 | 3-5      | 4-5      | 5-2      | X        | 3-5      | 5-1      |
| 5    | Diego Díez         | Spagna        | 2        | 18 | 21 | 3-5      | 2-5      | 3-5      | 5-3      | X        | 5-3      |
| 6    | John Albaret       | Svizzera      | 0        | 8  | 25 | 2-5      | 1-5      | 1-5      | 1-5      | 3-5      | X        |

| Pos. | Atleta           | Nazione       | Vittorie | SF | SC | Incontri | Incontri | Incontri | Incontri | Incontri | Incontri |
| Pos. | Atleta           | Nazione       | Vittorie | SF | SC | SEL      | OSI      | ETT      | FIT      | DEJ      | GAR      |
| ---- | ---------------- | ------------- | -------- | -- | -- | -------- | -------- | -------- | -------- | -------- | -------- |
| 1    | Edgar Seligman   | Gran Bretagna | 5        | 25 | 16 | X        | 5-4      | 5-3      | 5-3      | 5-4      | 5-2      |
| 2    | Ivan Osiier      | Danimarca     | 4        | 24 | 8  | 4-5      | X        | 5-0      | 5-1      | 5-2      | 5-0      |
| 3    | Kurt Ettinger    | Austria       | 3        | 18 | 16 | 3-5      | 0-5      | X        | 5-1      | 5-2      | 5-3      |
| 4    | Frédéric Fitting | Svizzera      | 2        | 15 | 17 | 3-5      | 1-5      | 1-5      | X        | 5-2      | 5-0      |
| 5    | Arie de Jong     | Paesi Bassi   | 1        | 15 | 23 | 4-5      | 2-5      | 2-5      | 2-5      | X        | 5-3      |
| 6    | Santiago García  | Spagna        | 0        | 8  | 25 | 2-5      | 0-5      | 3-5      | 0-5      | 3-5      | X        |

| Pos. | Atleta           | Nazione     | Vittorie | SF | SC | Incontri | Incontri | Incontri | Incontri | Incontri |
| Pos. | Atleta           | Nazione     | Vittorie | SF | SC | CAT      | MEN      | BER      | DUF      | BOY      |
| ---- | ---------------- | ----------- | -------- | -- | -- | -------- | -------- | -------- | -------- | -------- |
| 1    | Philippe Cattiau | Francia     | 4        | 20 | 9  | X        | 5-2      | 5-2      | 5-2      | 5-3      |
| 2    | Domingo Mendy    | Uruguay     | 2        | 16 | 15 | 2-5      | X        | 5-1      | 5-4      | 4-5      |
| 3    | Jens Berthelsen  | Danimarca   | 2        | 13 | 15 | 2-5      | 1-5      | X        | 5-4      | 5-1      |
| 4    | Émile Dufranc    | Belgio      | 1        | 15 | 19 | 2-5      | 4-5      | 4-5      | X        | 5-4      |
| 5    | Burke Boyce      | Stati Uniti | 1        | 13 | 19 | 3-5      | 5-4      | 1-5      | 4-5      | X        |

### Quarti di finale
Si disputarono il 2 luglio. 3 gruppi i primi quattro avanzarono alle semifinali.
| Pos. | Atleta             | Nazione       | Vittorie | SF | SC | Incontri | Incontri | Incontri | Incontri | Incontri | Incontri |
| Pos. | Atleta             | Nazione       | Vittorie | SF | SC | DEL      | ETT      | COU      | VAN      | MON      | DE       |
| ---- | ------------------ | ------------- | -------- | -- | -- | -------- | -------- | -------- | -------- | -------- | -------- |
| 1    | Juan Delgado       | Spagna        | 4        | 21 | 14 | X        | 5-2      | 1-5      | 5-4      | 5-3      | 5-0      |
| 2    | Kurt Ettinger      | Austria       | 4        | 22 | 17 | 2-5      | X        | 5-2      | 5-3      | 5-3      | 5-4      |
| 3    | Jacques Coutrot    | Francia       | 3        | 21 | 17 | 5-1      | 2-5      | X        | 4-5      | 5-4      | 5-2      |
| 4    | Maurice Van Damme  | Belgio        | 2        | 20 | 19 | 4-5      | 3-5      | 5-4      | X        | 3-5      | 5-0      |
| 5    | Robert Montgomerie | Gran Bretagna | 2        | 20 | 22 | 3-5      | 3-5      | 4-5      | 5-3      | X        | 5-4      |
| 6    | Gil de Andrade     | Portogallo    | 0        | 10 | 25 | 0-5      | 4-5      | 2-5      | 0-5      | 4-5      | X        |

| Pos. | Atleta         | Nazione       | Vittorie | SF | SC | Incontri | Incontri | Incontri | Incontri | Incontri | Incontri |
| Pos. | Atleta         | Nazione       | Vittorie | SF | SC | SEL      | DUC      | CAL      | OSI      | CRA      | QUE      |
| ---- | -------------- | ------------- | -------- | -- | -- | -------- | -------- | -------- | -------- | -------- | -------- |
| 1    | Edgar Seligman | Gran Bretagna | 4        | 24 | 18 | X        | 5-3      | 4-5      | 5-3      | 5-3      | 5-4      |
| 2    | Roger Ducret   | Francia       | 3        | 22 | 17 | 3-5      | X        | 5-1      | 5-3      | 4-5      | 5-3      |
| 3    | George Calnan  | Stati Uniti   | 3        | 16 | 21 | 5-4      | 1-5      | X        | 0-5      | 5-4      | 5-3      |
| 4    | Ivan Osiier    | Danimarca     | 2        | 20 | 19 | 3-5      | 3-5      | 5-0      | X        | 5-4      | 4-5      |
| 5    | Charles Crahay | Belgio        | 2        | 21 | 22 | 3-5      | 5-4      | 4-5      | 4-5      | X        | 5-3      |
| 6    | Manuel Queiróz | Portogallo    | 1        | 18 | 24 | 4-5      | 3-5      | 3-5      | 5-4      | 3-5      | X        |

| Pos. | Atleta              | Nazione   | Vittorie | SF | SC | Incontri | Incontri | Incontri | Incontri | Incontri | Incontri |
| Pos. | Atleta              | Nazione   | Vittorie | SF | SC | CAT      | LAR      | DE       | LOR      | MEN      | BER      |
| ---- | ------------------- | --------- | -------- | -- | -- | -------- | -------- | -------- | -------- | -------- | -------- |
| 1    | Philippe Cattiau    | Francia   | 5        | 25 | 10 | X        | 5-3      | 5-3      | 5-1      | 5-1      | 5-2      |
| 2    | Roberto Larraz      | Argentina | 4        | 23 | 13 | 3-5      | X        | 5-0      | 5-3      | 5-4      | 5-1      |
| 3    | Xavier de Beukelaer | Belgio    | 2        | 15 | 18 | 3-5      | 0-5      | X        | 5-1      | 5-2      | 2-5      |
| 4    | Frithjof Lorentzen  | Norvegia  | 2        | 15 | 20 | 1-5      | 3-5      | 1-5      | X        | 5-2      | 5-3      |
| 5    | Domingo Mendy       | Uruguay   | 1        | 14 | 20 | 1-5      | 4-5      | 2-5      | 2-5      | X        | 5-0      |
| 6    | Jens Berthelsen     | Danimarca | 1        | 11 | 22 | 2-5      | 1-5      | 5-2      | 3-5      | 0-5      | X        |

### Semifinali
Si disputarono il 3 luglio. 2 gruppi i primi quattro avanzarono alla finale.
| Pos. | Atleta            | Nazione   | Vittorie | SF | SC | Incontri | Incontri | Incontri | Incontri | Incontri | Incontri |
| Pos. | Atleta            | Nazione   | Vittorie | SF | SC | DUC      | OSI      | VAN      | LAR      | DEL      | ETT      |
| ---- | ----------------- | --------- | -------- | -- | -- | -------- | -------- | -------- | -------- | -------- | -------- |
| 1    | Roger Ducret      | Francia   | 4        | 22 | 12 | X        | 2-5      | 5-0      | 5-4      | 5-0      | 5-3      |
| 2    | Ivan Osiier       | Danimarca | 4        | 22 | 17 | 5-2      | X        | 2-5      | 5-4      | 5-4      | 5-2      |
| 3    | Maurice Van Damme | Belgio    | 3        | 19 | 15 | 0-5      | 5-2      | X        | 4-5      | 5-1      | 5-2      |
| 4    | Roberto Larraz    | Argentina | 3        | 23 | 18 | 4-5      | 4-5      | 5-4      | X        | 5-2      | 5-2      |
| 5    | Juan Delgado      | Spagna    | 1        | 12 | 24 | 0-5      | 4-5      | 1-5      | 2-5      | X        | 5-4      |
| 6    | Kurt Ettinger     | Austria   | 0        | 13 | 25 | 3-5      | 2-5      | 2-5      | 2-5      | 4-5      | X        |

| Pos. | Atleta              | Nazione       | Vittorie | SF | SC | Incontri | Incontri | Incontri | Incontri | Incontri | Incontri |
| Pos. | Atleta              | Nazione       | Vittorie | SF | SC | CAT      | SEL      | COU      | DE       | CAL      | LOR      |
| ---- | ------------------- | ------------- | -------- | -- | -- | -------- | -------- | -------- | -------- | -------- | -------- |
| 1    | Philippe Cattiau    | Francia       | 5        | 25 | 7  | X        | 5-3      | 5-2      | 5-0      | 5-1      | 5-1      |
| 2    | Edgar Seligman      | Gran Bretagna | 4        | 23 | 17 | 3-5      | X        | 5-3      | 5-4      | 5-4      | 5-1      |
| 3    | Jacques Coutrot     | Francia       | 3        | 20 | 19 | 2-5      | 3-5      | X        | 5-4      | 5-4      | 5-1      |
| 4    | Xavier de Beukelaer | Belgio        | 2        | 18 | 17 | 0-5      | 4-5      | 4-5      | X        | 5-1      | 5-1      |
| 5    | George Calnan       | Stati Uniti   | 1        | 15 | 22 | 1-5      | 4-5      | 4-5      | 1-5      | X        | 5-2      |
| 6    | Frithjof Lorentzen  | Norvegia      | 0        | 6  | 25 | 1-5      | 1-5      | 1-5      | 1-5      | 2-5      | X        |

### Finale
Si disputò il 4 luglio.
| Pos.    | Atleta              | Nazione       | Vittorie | SF  | SC  | Incontri | Incontri | Incontri | Incontri | Incontri | Incontri | Incontri |
| Pos.    | Atleta              | Nazione       | Vittorie | SF  | SC  | DUC      | CAT      | VAN      | COU      | LAR      | OSI      | DE       |
| ------- | ------------------- | ------------- | -------- | --- | --- | -------- | -------- | -------- | -------- | -------- | -------- | -------- |
| Oro     | Roger Ducret        | Francia       | 6        | 30  | 14  | X        | 5-4      | 5-3      | 5-1      | 5-3      | 5-0      | 5-3      |
| Argento | Philippe Cattiau    | Francia       | 5        | 29  | 11  | 4-5      | X        | 5-0      | 5-2      | 5-3      | 5-0      | 5-1      |
| Bronzo  | Maurice Van Damme   | Belgio        | 4        | 23  | 16  | 3-5      | 0-5      | X        | 5-0      | 5-1      | 5-1      | 5-4      |
| 4       | Jacques Coutrot     | Francia       | 3        | 18  | 25  | 1-5      | 2-5      | 0-5      | X        | 5-4      | 5-4      | 5-2      |
| 5       | Roberto Larraz      | Argentina     | 2        | 21  | 25  | 3-5      | 3-5      | 1-5      | 4-5      | X        | 5-4      | 5-1      |
| 6       | Ivan Osiier         | Danimarca     | 1        | 14  | 27  | 0-5      | 0-5      | 1-5      | 4-5      | 4-5      | X        | 5-2      |
| 7       | Xavier de Beukelaer | Belgio        | 0        | 13  | 30  | 3-5      | 1-5      | 4-5      | 2-5      | 1-5      | 2-5      | X        |
| 8       | Edgar Seligman      | Gran Bretagna | DNF      | DNF | DNF | DNF      | DNF      | DNF      | DNF      | DNF      | DNF      | DNF      |